# Distinció de la Generalitat de Catalunya per a la Promoció de la Recerca Universitària
La Distinció de la Generalitat per a la Promoció de la Recerca Universitària són uns premis d'excel·lència científica creats l'any 2000 per la Generalitat de Catalunya amb la finalitat d'estimular les activitats de recerca dels professors investigadors del sistema universitari de Catalunya i dels grups de recerca associats. Aquest premi va ser creat pel conseller d'Universitats, Recerca i Societat de la Informació, Andreu Mas-Colell, i aprobada pel Decret 222/1999, de 27 de juliol (DOGC núm. 2945, de 4.8.1999)
El premi consta de dues categories; i) Categoria Investigador reconegut, per a investigadors de 42 anys, i ii) Categoria Jove investigador per a investigadors de 41 anys o menys.

## Primera edició - Llista de científics distingits
Llista de científics distingits a la primera edició de l'any 2000

### Categoria Investigador reconegut
- Santiago Alvarez Reverter, Universitat de Barcelona.
- Maria Eugènia Aubet Semmler, Universitat Pompeu Fabra.
- Salvador Barberà Sàndez, Universitat Autònoma de Barcelona.
- Domènec Espriu Climent, Universitat de Barcelona.
- David Nualart Rodón, Universitat de Barcelona.
- Manuel Palacín Prieto, Universitat de Barcelona.
- Miquel Àngel Pericàs Brondo, Universitat de Barcelona.
- Joan Rodés Teixidor, Universitat de Barcelona.
- Albert Rossich Estragó, Universitat de Girona.
- Eduardo Soriano García, Universitat de Barcelona.

### Categoria Jove investigador
- Neus Agell Jané, Universitat de Barcelona.
- Jordi Alberch Vie, Universitat de Barcelona.
- Ramon Codina Rovira, Universitat Politècnica de Catalunya.
- Jordi Galí Garreta, Universitat Pompeu Fabra.
- Fernando Guirao Piñeiro, Universitat Pompeu Fabra.
- Joan Gómez Pallarés, Universitat Autònoma de Barcelona.
- Antoni Llobet Dalmases, Universitat de Girona.
- Gábor Lugosi, Universitat Pompeu Fabra.
- Rafael Maldonado López, Universitat Pompeu Fabra.
- Albert Marcet Torrens, Universitat Pompeu Fabra.
- Feliu Maseras Cuní, Universitat Autònoma de Barcelona.
- Ramon Miquel Pascual, Universitat de Barcelona.
- Modesto Orozco López, Universitat de Barcelona.
- Jordi Ortín Rull, Universitat de Barcelona.
- Jordi Romeu Robert, Universitat Politècnica de Catalunya.
- Flocel Sabaté i Curull, Universitat de Lleida.
- Philippe Salembier Clairon, Universitat Politècnica de Catalunya.
- Jesús María Silva Sànchez, Universitat Pompeu Fabra.
- Lluís Torner Sabata, Universitat Politècnica de Catalunya.
- Miguel Ángel Valverde de Castro, Universitat Pompeu Fabra.